# Weber (mértékegység)
A mágneses fluxus mértékegysége.
A német  Wilhelm Eduard Weber (1804–1891) fizikus nevét viseli.
Más mértékegységekkel kifejezve:
{\displaystyle \mathrm {Wb} ={\dfrac {\mathrm {kg} {\cdot }\mathrm {m} ^{2}}{\mathrm {s} ^{2}{\cdot }\mathrm {A} }}=\Omega {\cdot }{\text{C}}=\mathrm {V} {\cdot }\mathrm {s} =\mathrm {H} {\cdot }\mathrm {A} =\mathrm {T} {\cdot }\mathrm {m} ^{2}={\dfrac {\mathrm {J} }{\mathrm {A} }}=10^{8}\mathrm {Mx} }
ahol:
Wb = weber,
Ω = ohm,
C = coulomb,
V = volt,
T = tesla,
J = joule,
m = méter,
s = másodperc,
A = amper,
H = henry,
Mx = maxwell.